# بني ڭرفط
بني كرفط هي قرية مغربية شمال المملكة. تنتمي بني ڭرفط لإقليم العرائش الساحلي. تضم هذه القرية 16.393 نسمة (إحصاء 2004).

## دواوير الجماعة القروية
- المركز
- الصخرة
- أهل سريف
- لهرا
- أورموت
- الكيفان
- أبوهاني
- الشنايلة
- الخطوط
- شفراوش
- سعدانة